# 韌皮蘆鯛
韌皮蘆鯛為輻鰭魚綱鱸形目鱸亞目鯛科的其中一種，分布於東南太平洋的加拉巴哥群島海域，棲息深度3-40公尺，棲息深度可達40公尺，體長可達46公分，棲息在沿海沙石底質海域，屬肉食性，以貝類、甲殼類等為食，可做為食用魚。